# Ronsdorf
Ronsdorf è uno Stadtbezirk (distretto urbano) di Wuppertal, nel Land della Renania Settentrionale-Vestfalia.
Ha una superficie di 16,1 km² e una popolazione (2008) di 21.685 abitanti. È la città natale di Rudolf Carnap.